# Stéphane Dufoix
 (février 2017).
Pour les articles homonymes, voir Dufoix.
Stéphane Dufoix, né en 1970 à Roanne, est un sociologue français. 
Professeur de sociologie à l'Université Paris-Nanterre, membre du laboratoire Sophiapol, il enseigne également à Sciences Po.

## Biographie
Stéphane Dufoix est né en 1970 à Roanne. Après des études à l'Institut d'études politiques de Lyon (1988-1991), il obtient une maîtrise de science politique (1992) puis un DEA de gouvernement comparé (1993) à l'Université Paris-I Sorbonne. Sa thèse de science politique, préparée sous la direction de Marc Lazar, a été soutenue en décembre 1997. Elle traitait des exilés hongrois, polonais et tchécoslovaques en France de 1945 à la fin des années 1980 à partir d'une sociologie historique des activités politiques en situation d'émigration. 
Élu maître de conférences en sociologie à l'Université de Paris-Ouest-Nanterre en 2001, il soutient en 2010 une habilitation à diriger des recherches en sociologie sous la direction de Carmen Bernand. Directeur du laboratoire Sophiapol (EA3932) de 2013 à 2015, il est professeur de sociologie à l'Université Paris-Ouest-Nanterre depuis 2015.
Membre du comité de rédaction des revues Socio et Terrains/Théories, il appartient au comité scientifique de la revue Diaspora Studies. Membre de la section 19 (sociologie-démographie) du Conseil national des universités de 2007 à 2009, il est directeur avec Vincenzo Cicchelli de la collection Doing Global Studies chez Brill.

## Thèmes de recherche
Dans son travail de thèse, Stéphane Dufoix propose d'étudier la politique menée en situation d'immigration par les émigrés hongrois, polonais et tchécoslovaques en lutte contre le régime communiste en place dans leur pays à partir du concept d'exopolitie défini comme un espace politique à la fois national et trans-étatique.
Ses recherches ultérieures sont consacrées aux questions d'immigration et à la sociologie historique des concepts, en particulier celui de diaspora.

## Distinctions
- Membre junior de l'Institut universitaire de France entre 2007 et 2012[réf. nécessaire].
- Lauréat 2013 de la Fondation pour les sciences sociales sur le thème Immigration, sociétés, valeurs[3].

### Ouvrages
- La Dispersion. Une histoire des usages du mot « diaspora », Paris, Éditions Amsterdam, 2012 (traduction anglaise par Iain Walker, The Dispersion, Leiden, Brill, 2016).
- Avec Sylvie Aprile, Les mots de l’immigration, Paris, Belin, coll. « Le français retrouvé », 2009.
- Les diasporas, Paris, PUF, coll. « Que sais-je ? », 2003 (traduction en anglais, Diasporas, Berkeley, University of California Press, 2008, par William Rodarmor, avant-propos de Roger Waldinger ; en grec, Athènes, Nésos, 2010, traduction de Michalès Matsas, avant-propos de Lina Ventoura ; en turc, Istanbul, Presses de la Fondation Hrandt Dink, 2011, avant-propos de Murat Belge).
- Politiques d’exil. Hongrois, Polonais et Tchécoslovaques en France après 1945, Paris, PUF, coll. « Sociologie d’aujourd’hui », 2002.

### Ouvrages en co-direction
- Alain Caillé et Stéphane Dufoix, Le tournant global des sciences sociales, Paris, La Découverte, 2013.
- Stéphane Dufoix, Carine Guerassimoff et Anne de Tinguy, Loin des yeux, près du cœur. Les Etats et leurs expatriés, Paris, Presses de Sciences-Po, 2010.
- Marie-Claude Blanc-Chaléard, Stéphane Dufoix et Patrick Weil, L’étranger en questions. Du Moyen Age à nos jours, Paris, Éditions Le Manuscrit, 2005
- Stéphane Dufoix et Patrick Weil, L’esclavage, la colonisation et après..., Paris, PUF, 2005.